# Mario Giubilei
Mario Giubilei, né le 30 décembre 1941 et mort le 14 décembre 2016, est un prêtre ouvrier français d'origine italienne qui a consacré sa vie à la jeunesse et aux populations défavorisées de la vallée de la Fensch, en Moselle, France. Il est également connu comme l'un des fondateurs du Festival du Film Arabe de Fameck qu'il a longtemps présidé,,.
Après sa mort le 14 décembre 2016, les résidents locaux et le député-maire de Fameck, Michel Liebgott, se sont rassemblés en son honneur, ainsi que de nombreuses autres personnalités de la région, pour rendre hommage à l'œuvre de sa vie,. Ses contributions à la communauté et à la société ont en effet concerné plusieurs communes dont principalement Fameck, Uckange et Florange.

## Biographie

### Jeunesse
Fils d'une mère catholique et d'un père communiste qui travaillait comme cordonnier, Mario Giubilei est né le 30 décembre 1941 à Nocera Umbra, à Pérouse, en Italie, et a grandi à Aumetz, en Lorraine, en France,.
En 1962, il effectue son service militaire et est envoyé en Algérie pendant 6 mois durant la guerre d'Algérie.

### Prêtrise
Le 29 juin 1967, Mario Giubilei est ordonné prêtre catholique à la cathédrale Saint-Étienne de Metz par l'évêque de Metz, Mgr Paul-Joseph Schmitt. En 1972, après avoir servi à Fameck et à Uckange pendant près de 5 ans, il décide de devenir prêtre-ouvrier et commence à travailler dans une usine à Florange. Les employeurs le congédient dès qu'ils découvrent qu'il est prêtre. Plus tard, Mario Giubilei choisit une voie différente, celle du syndicalisme pour le droit au logement et l'amélioration du cadre de vie.
En 1982, il est employé comme concierge par la Cité Sociale de Fameck, centre social dont il faisait déjà partie, en tant qu'animateur, lorsqu'il a été fondé en 1975,.
Le 18 février 1987, il crée le «Train des Nations», aussi appelé "Train de la tolérance", association qui offre aux jeunes la possibilité de voyager, emmenant la première fois 680 enfants accompagnés de 120 accompagnateurs à Paris, puis à Bâle, Venise, Bruxelles, Barcelone, Londres, aux Pays-Bas et à Monaco, entre autres. Grâce à ce projet, ce seront environ 16,000 enfants qui auront la possibilité de quitter les murs de la cité et d'explorer d'autres horizons. Trois ans plus tard, Denis Darroy, René Cahen et lui fondent le Festival du Film Arabe de Fameck, événement pour lequel il invitera plus tard un artiste local, Jean Scuderi (Scud), à réaliser plusieurs affiches et visuels. Ce festival consacré au cinéma des pays de culture arabe se déroule durant chaque mois d'octobre.
Après sa retraite en 2004, Mario Giubilei est officiellement décoré de la médaille de la reconnaissance par les autorités algériennes pour son travail avec la communauté algérienne et ses efforts pour développer la culture arabe.
Il meurt le 14 décembre 2016 à Thionville.